# Прокляття ката (фільм)
«Прокляття ката» (англ. Hangman's Curse) — американський гостросюжетний фільм жахів 2003 року режисера Рафаля Зєлінські, заснований на християнському романі 2001 року «Прокляття ката» Френка Едварда Перетті. У фільмі головні ролі виконали Девід Кіт, Мел Гарріс, Лейтон Містер та Дуґлас Сміт, а також сам Френк Перетті в епізодичній ролі (камео).

## Сюжет
Дія фільму розгортається у середній школі імені Джона Р. Роджерса у Спокані, штат Вашингтон. За десять років до цього учень Абель Фрай, жертва цькувань, покінчив життя самогубством, повісившись на території школи. Сьогодення, кілька учнів-футболістів (які також стали жертвами шкільних залякувань) загадковим чином тяжко захворіли. Перед тим, як впасти в кому, кожна жертва чує, як вигукує ім'я духа — Абель Фрай. Намагаючись розібратися з привидами, школа звертається по допомогу до проєкту «Верітас» — команди висококваліфікованих розслідувачів, які працюють під прикриттям, щоб розкрити правду про паранормальну діяльність. Проєкт «Верітас» складається з членів сім'ї Спринґфілдів: батька Нейта, матері Сари, доньки Еліши та сина Елайджі.
Старшокласники у фільмі представляють різні соціальні класи або молодіжні субкультури, включаючи спортсменів, ґіків і готів. Серед учнів у фільмі виділяються представники готичної культури, які поклоняються примарі Абеля Фрая. Студентів-готів очолює Ян Снайдер. Невідомо для решти учнів школи, Норман Блум, молодий ґік, з яким подружився Еліша, є племінником Фрая. У відповідь на знущання та жорстоке поводження, яких зазнають учні, Блум мстить популярним футболістам.
План Блума полягає в тому, щоб отримати доступ до шафки кожного з них і покласти туди смертоносного павука, спійманого в пастку з соломинки. Потім Блум дає кривднику зіпсовані гроші, на які він таємно помістив невелику кількість феромонів павучихи. Коли нічого не підозрюючий хуліган відкриває свою шафку, павук, що чекав на нього, легко приваблюється феромонами, а потім виповзає звідти та кусає учня. Серед наслідків дії токсину — галюцинації, які виникають у постраждалих учнів, які вважають, що їх переслідує привид Абеля Фрая.
Одного разу Блум випадково поміщає в одну з соломинок ще одну самку павука, що призводить до того, що школу заполоняють тисячі смертоносних павуків. Еліша Спринґфілд, яка відвідує школу під виглядом учня, зрештою розгадує таємницю і диявольський план, розроблений Норманом Блумом. Побоюючись викриття, Блум намагається приховати свою причетність до переслідування, отруївши павуком і себе, і Елішу, сподіваючись, що вони обоє помруть. Коли Елайджа з'ясовує, що за зловісними нападами в школі стоїть Блум, він кидається на пошуки сестри, а сім'я Спринґфілдів поспішає до професора і вченого доктора Елджернона Вілінґа, який рятує Елішу за допомогою протиотрути. Зрештою, учні середньої школи Роджерса захищені не лише від переслідувань і шкоди з боку інших, але й від шкоди, спричиненої їхньою власною ненавистю і страхом.

## Акторський склад
- Девід Кіт — Нейт Спринґфілд
- Мел Гарріс — Сара Спринґфілд
- Лейтон Містер — Еліша Спринґфілд
- Дуґлас Сміт — Елайджа Спринґфілд
- Джейк Річардсон — Ян Снайдер
- Боббі Бревер — Леонард Бейнес
- Деніел Фарбер — Норман Блум
- Едвін Ґодж — Блейк Горнсбі
- Андреа Морріс — Кристал Спаркс
- Вільям Р. Мосес — Коч Марквардт
- Марґарет Траволта — Дебі Віртен
- Том Райт — Ден Карілло
- Френк Перетті — доктор Елджернон Вілінґ

## Виробництво
Фільмування проходили у Спокані, штат Вашингтон, США, з інтер'єрними та екстер'єрними кадрами середньої школи Джона Р. Роджерса. Додаткові екстер'єрні кадри були зняті в сусідньому національному парку Ріверсайд, а також у Вінніпезі, провінція Манітоба, Канада.

## Огляди
Фільм «Прокляття ката» отримав переважно негативні відгуки. На сайті Rotten Tomatoes, що збирає рецензії, фільм отримав рейтинг схвалення 0% на основі 6 рецензій, із середньою оцінкою 2,9/10. Деякі християнські рецензенти були поблажливішими, наприклад, Christian Spotlight on Entertainment поставили фільму три з п'яти зірок.